# 50미터 달리기
50미터 달리기는 50미터를 빨리 달리는 육상 경기 시합이다.

## 관련 선수
- 도너번 베일리
- 모리스 그린
- 에밋 킹
- 아토 볼든
- 아사파 파월
- 우사인 볼트
- 이리나 프리발로바
- 게일 디버스
- 치오마 아준와
- 그웬 토런스
- 베로니카 캠벨브라운
- 잔나 핀투세비치
- 마리타 코흐
- 마를리스 괴어
- 질케 묄러
- 매리언 존스